# LNER-Klasse B1
Die Dampflokomotiven der Klasse B1 der britischen Bahngesellschaft London and North Eastern Railway (LNER) wurden in den Jahren 1942 bis 1952 beschafft.  Die Schlepptenderlokomotiven mit der Achsfolge 2’C nach einem Entwurf des LNER-Chefingenieurs Edward Thompson waren für den gemischten Dienst sowohl im Personen- wie Güterverkehr vorgesehen.

## Geschichte
Edward Thompson wurde nach dem überraschenden Tod seines Vorgängers, Sir Nigel Gresley, im Jahr 1941 zum neuen Chefingenieur der LNER berufen. Gresley hatte in seiner langen Amtszeit, er war seit Gründung der LNER 1923 deren Chefingenieur gewesen, eine Vielzahl neuer Lokomotivtypen entwickelt, darunter mit der mit Stromlinienverkleidung ausgestatteten LNER-Klasse A4 die Lokomotivtype, die offiziell den Rekord der schnellsten Dampflokomotive der Welt hielt. Auch weitere von Gresley entwickelte Typen zeichneten sich durch ihre Technik aus und stellten wesentliche Fortschritte im vergleichsweise konservativen britischen Lokomotivbau dar. Vernachlässigt worden war unter Gresley jedoch die weitere Standardisierung und Vereinheitlichung des LNER-Fuhrparks, der zu Beginn des Zweiten Weltkriegs vor allem im Güterverkehr immer noch aus vielen C-gekuppelten, relativ kleinen Lokomotiven bestand, die bereits von den Vorgängerbahnen beschafft worden waren. Gresley hatte Lokomotiven jeweils entsprechend konkreter Anforderungen konstruiert, was jedoch auch zu teils relativ kleinen Serien mit wenigen gemeinsamen Bauteilen geführt hatte. Thompson setzte sich daher die Aufgabe, den Lokomotivpark der LNER durchgreifend zu vereinheitlichen und zu standardisieren. Es war auch kein Geheimnis, dass Thompson einige technische Ansätze seines Vorgängers vehement ablehnte, bspw. die von Gresley entwickelte Steuerung und seine Bevorzugung von Dreizylindermaschinen. Neben dem Umbau einiger Gresley-Typen wie bspw. der LNER-Klasse P2, die Thompson von einer Mikado (Achsfolge 1’D1’) zu einer Pacific (Achsfolge 2’C1’) umbauen ließ, setzte er vor allem auf den Neubau möglichst simpel und wartungsfreundlich gestalteter Zweizylinderlokomotiven, die den Anforderungen eines Betriebs unter Kriegsbedingungen besser gerecht werden sollten.
Als ersten Entwurf sah er die Entwicklung einer Mehrzwecklokomotive vor, die wesentlich einfacher als die von Gresley beschaffte LNER-Klasse V2 werden sollte. Der LNER fehlte es bislang an einer der LMS-Klasse 5 „Black Five“ vergleichbaren Bauart. Gresley hatte bereits zwei Prototypen einer etwas leichteren Prairie bauen lassen, die Dreizylinderlokomotiven der LNER-Klasse V4. Thompson brach deren Weiterbau zugunsten eines neuen Entwurfs mit zwei Zylindern ab. Die Entwicklung der B1 war bereits Mitte 1941 begonnen worden, der erste Prototyp kam jedoch erst im Dezember 1942 aus den Werkstätten der LNER. Thompson ließ für die neue Bauart die bislang von der LNER als B1 bezeichneten, von der früheren Great Central Railway (GCR) 1903 beschafften Lokomotiven der GCR-Klasse 8C in B18 umzeichnen. Bis Mitte 1944 folgten schleppend neun weitere Exemplare. Zwei wurden in Schottland stationiert, die übrigen acht auf dem Netz der ehemaligen Great Eastern Railway (GER). Bei ersten Erprobungen überzeugten die Maschinen recht schnell, vor allem durch ihre gute Beschleunigung und die Fähigkeit, auch mit schlechter Kohle relativ gute Leistungen zu erzielen. Die LNER war dennoch erst gegen Kriegsende in der Lage, eine größere Serie der B1 zu beschaffen. Im Zuge ihres nach dem Krieg aufgelegten Modernisierungsprogramms orderte sie 400 Stück der neuen Klasse, die in den Folgejahren beschafft wurden. 1948 ging die LNER in den neuen British Railways (BR) auf, die die bestellten 400 Stück bis 1952 fertigstellen ließen.
Mit Beginn der Serienlieferungen erhielten zunächst Betriebswerke der ehemaligen GCR und das Depot Hitchin an der East Coast Main Line (ECML) die neuen Lokomotiven. Mit Abschluss der Serienlieferungen 1952 war ein Großteil der Lokomotiven schließlich auf dem ehemaligen GER-Netz nordöstlich von London in der Eastern Region von BR stationiert (fast 260 Stück), weitere 80 waren im Netz der ehemaligen North Eastern Railway (NER) und 70 Stück in Schottland stationiert. Sie wurden entsprechend ihrem Verwendungszweck sowohl im Personen- und Güterverkehr eingesetzt und zeigten sich auch in der Lage, bei Ausfall einer Pacific schwere Expresszüge zu befördern. Von Hitchin aus bespannten sie vor allem schwere Vorortzüge nach London King’s Cross, weitere Leistungen im Vorortverkehr erbrachten sie zum Bahnhof Liverpool Street. Expresszüge zwischen Cambridge und King’s Cross, auf der Great Central Main Line und zwischen Liverpool Street und diversen Zielen im GER-Netz, darunter auch schwere Boat trains nach Harwich, zählten ebenfalls zu ihren Aufgaben, wie auch schnelle Güterzüge, etwa mit Fisch von den diversen Fischereihäfen der Ostküste. In Schottland übernahmen sie Leistungen zwischen Edinburgh und Perth sowie auf der Waverley Line und der ECML bis Newcastle upon Tyne. Auf dem Netz der ehemaligen Great North of Scotland Railway (GNSR) waren sie die ersten Neubaulokomotiven seit dem Grouping 1923 und bespannten fast alle Zugarten. Zu Zeiten von British Railways kamen die Lokomotiven teilweise auch auf Strecken der ehemaligen London, Midland and Scottish Railway (LMS) zum Einsatz.
Nachdem 1950 eine Lokomotive aufgrund eines Unfalls ausgeschieden war, begann 1961 die Ausmusterung. Im Zuge der von BR mit noch nicht ausgereiften Typen teils recht überstürzt umgesetzten Verdieselung und der drastischen Reduzierung des britischen Streckennetzes durch die Beeching Axe wurden die Maschinen zwischen 1961 und 1967 vollständig ausgemustert. 17 Stück dienten kurze Zeit noch als fahrbare Vorheizanlagen, wurden aber bis 1968 ebenfalls außer Betrieb genommen. Mit den Lokomotiven 1264 und 61306  blieben zwei Exemplare der B1 erhalten.

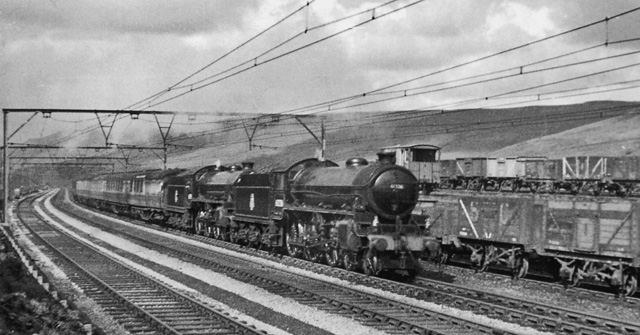
Zwei B1 vor einem Expresszug von Manchester nach Cleethorpes im Jahr 1953 kurz vor dem Woodhead Tunnel
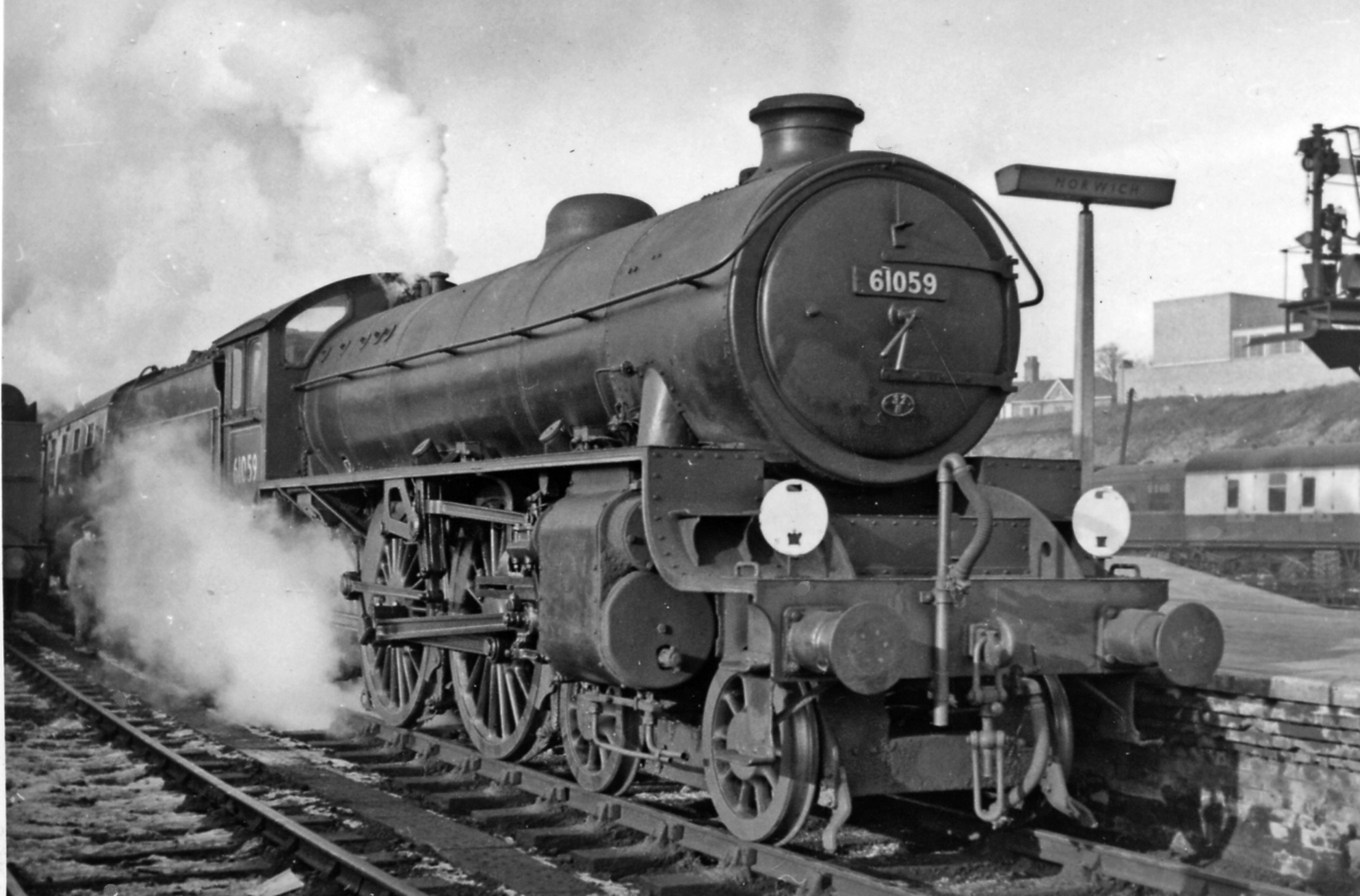
61059 in Norwich (Januar 1958)
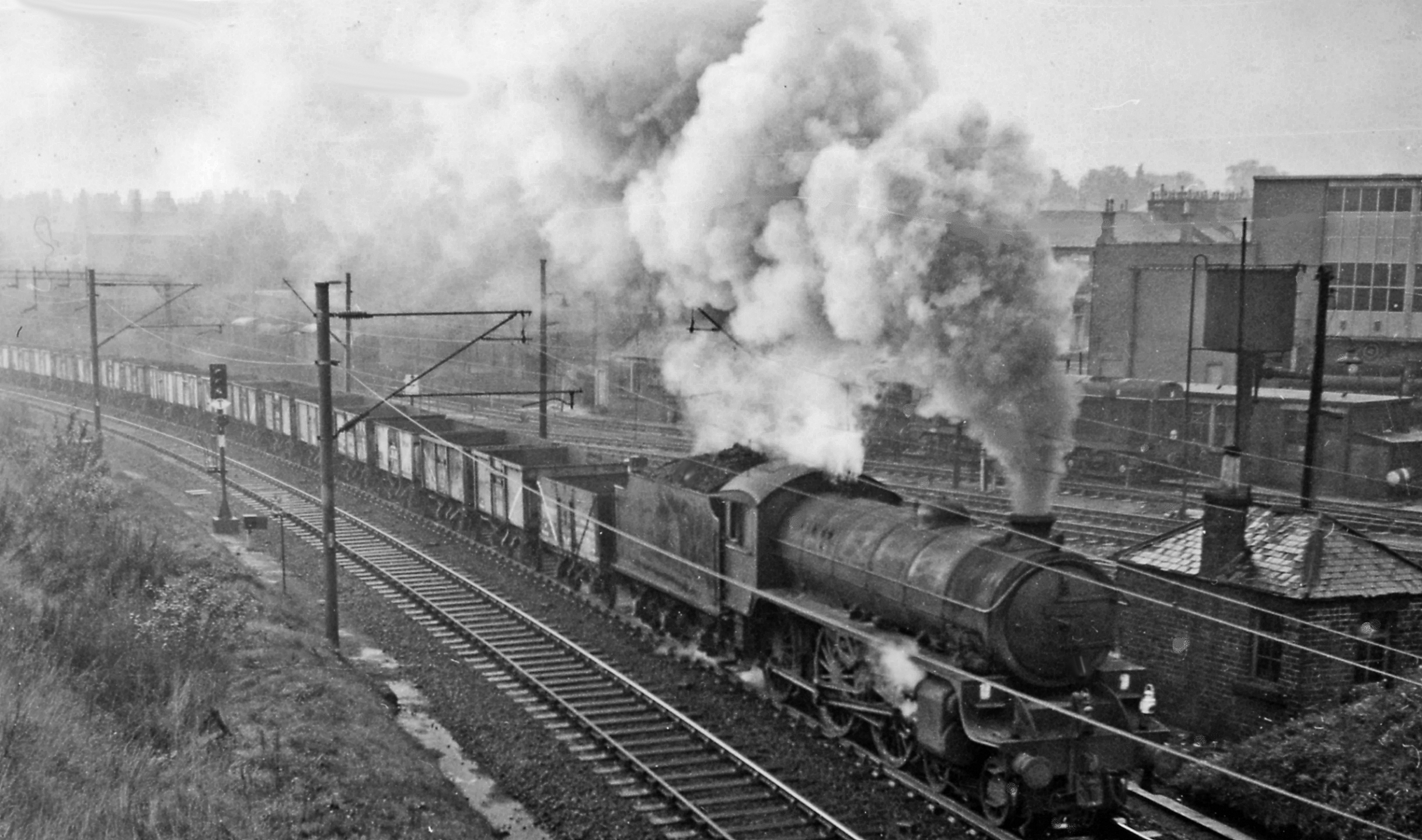
Eine B1 vor einem Güterzug 1962 bei Airdrie in Schottland
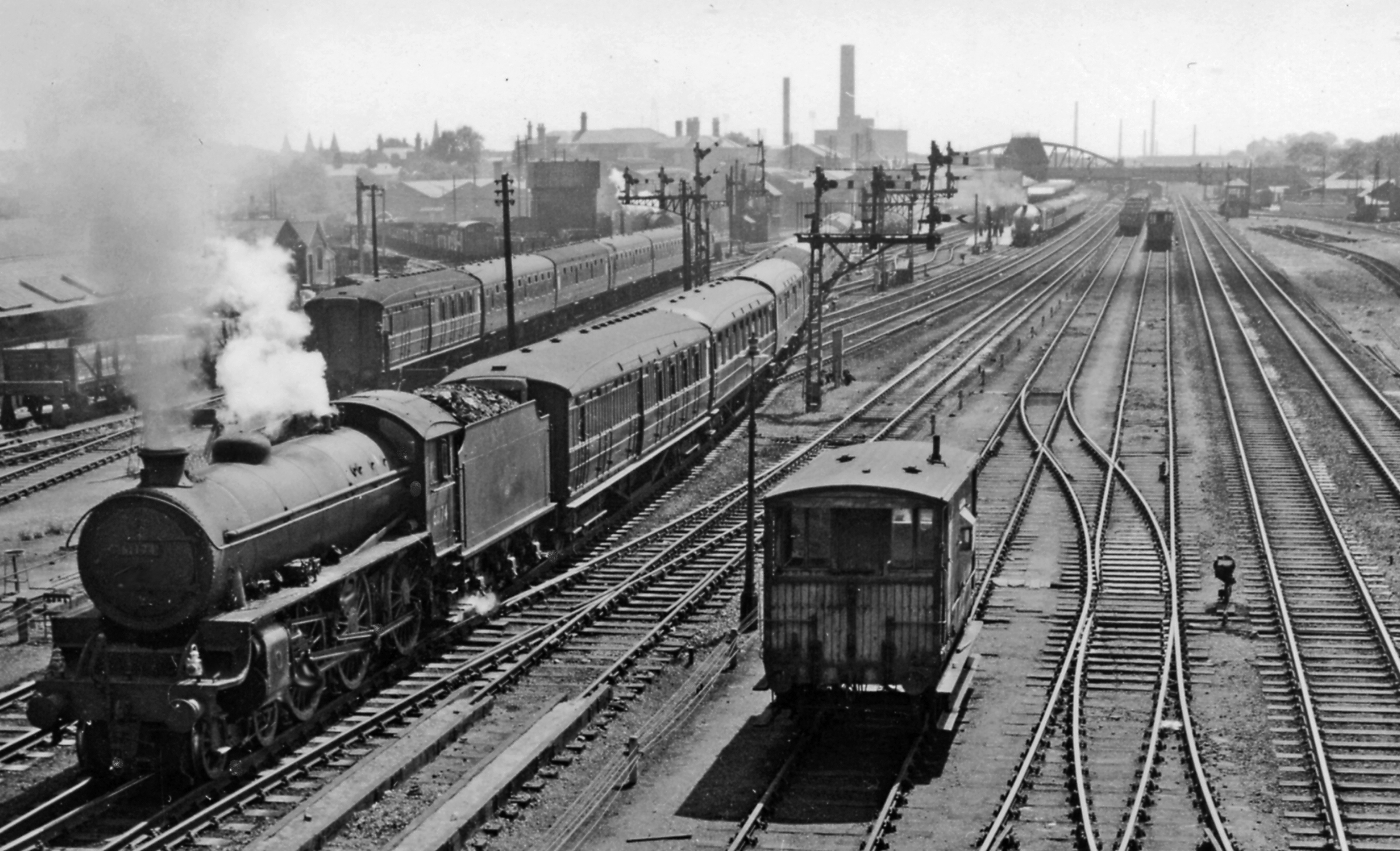
Die B1 61174 auf der East Coast Main Linie im Jahr 1963 mit einem Expresszug von King’s Cross nach Skegness
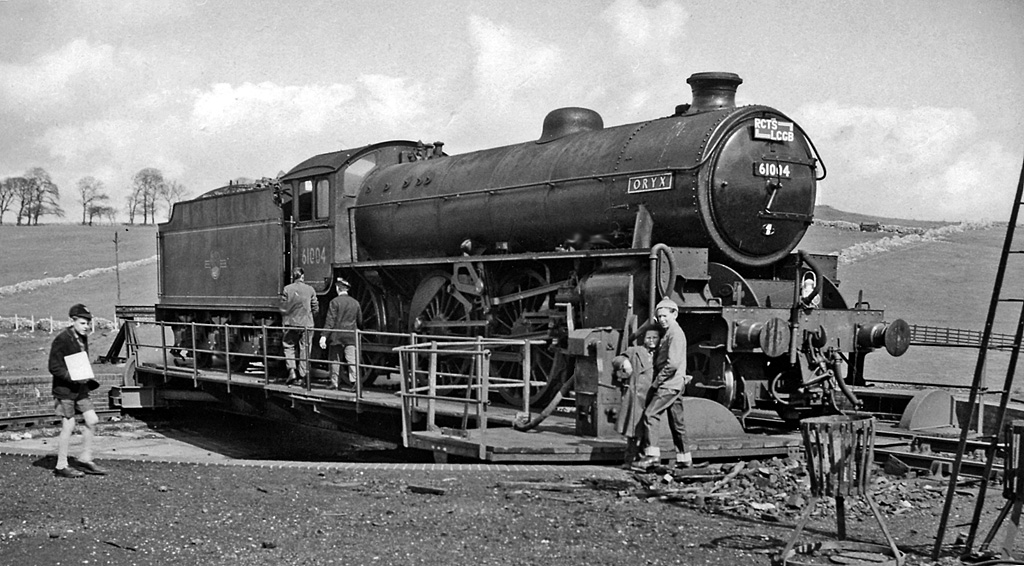
Die Lokomotive 61004 „Oryx“ 1963 in Buxton

## Namensgebung
Die erste Lokomotive erhielt 1942 den Namen Springbok, auch die nächsten 40 Exemplare wurden nach Antilopenarten benannt. Inoffiziell wurde die Klasse daher auch als „Antelopes“ oder, nach der Lokomotive 8306 Bongo, auch als „Bongos“ bezeichnet. Darunter war mit der Lokomotive 1018 Gnu auch der kürzeste Name, den je eine britische Lokomotive trug. Einige weitere Lokomotiven wurden von der LNER nach Mitgliedern ihres Board of Directors benannt. Zu Zeiten von British Railways erhielt lediglich noch die Lokomotive 61379 den Namen Mayflower.

## Technische Merkmale
Verglichen mit den von Gresley für ähnliche Einsatzzwecke entwickelten Prairie-Schlepptenderlokomotiven der Klassen V2 und V4 war die B1 eine deutlich einfacher konstruierte Lokomotive. Thompson verzichtete vor allem auf die von Gresley bevorzugte Verwendung des Dreizylinderantriebs und entwickelte eine einfache Zweizylinderbauart. Bei der Entwurfsgestaltung legte Thompson Wert darauf, möglichst viele bereits vorhandene Bauteile zu verwenden. Die Zylinder waren eine Standardtype, die bereits bei der LNER-Klasse K2 verwendet worden war, ebenso der bereits bei der LNER-Klasse B17 („Sandringhams“) verwendete Kessel. Die Treibradsätze waren bereits bei den Klassen V2 und P2 verwendet worden. Neu war dagegen das von Thompson für die B1 entwickelte Laufdrehgestell. Ein wesentliches Merkmal war zudem der deutlich ausgeweitete Einsatz von Schweißtechnik anstelle des bislang überwiegend verwendeten Nietens.
Die während des Krieges beschaffte Vorserie und die ab 1945 beschafften Exemplare wiesen nur wenige Unterschiede auf. So erhielt die Hauptserie beidseits der Treibradsätze Sandstreueinrichtungen und einen klappbaren Aschkasten, der die Reinigung erleichterte. Ab 1946 erhielt ein Teil der Lokomotiven selbstreinigende Rauchkammern. Als Problem erwiesen sich während der Betriebszeit die Feuerbüchsen, die allmählich rissanfällig wurden. 1955 wurden daher Pläne entwickelt, den Kessel durch einen der Einheitskessel zu ersetzen, die im Zuge des BR-Standardisierungsprogramms entwickelt worden waren. Der für die BR-Standardklasse 5MT entwickelte Kessel hätte jedoch die Achslast der Maschinen deutlich erhöht und damit ihre Verwendbarkeit eingeschränkt. Bis zur Ausmusterung erhielten die B1 daher keine neuen Kessel, es wurde lediglich die Feuerbüchse an den gefährdeten Stellen verstärkt.

## Erhaltene Lokomotiven

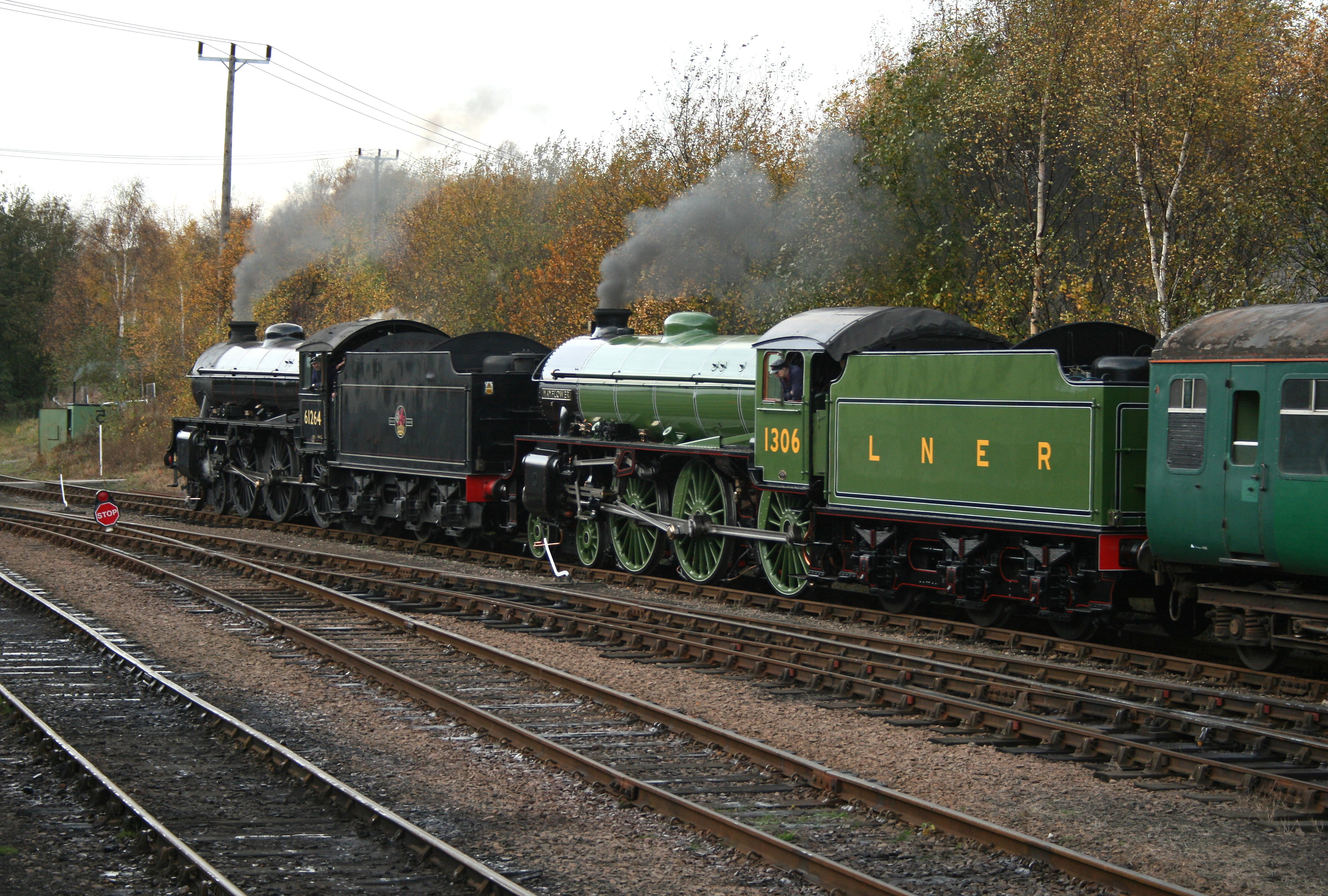
Beide erhaltenen B1 vor einem Zug

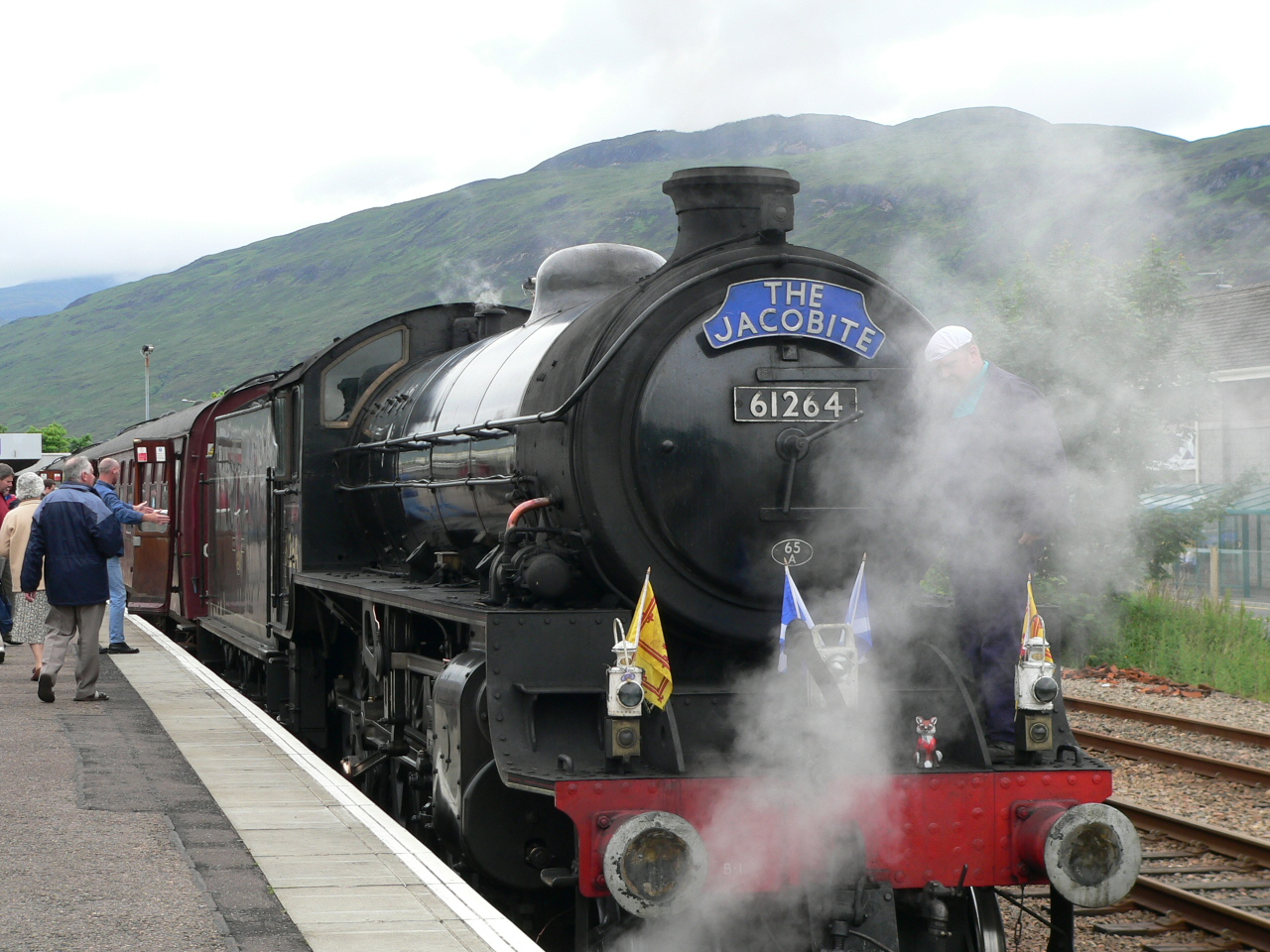
Die 61264 im Jahr 2005 vor dem The Jacobite in Fort William

Zwei B1 sind erhalten geblieben, die 1947 gebaute Lokomotive 61264 und die 1948 gebaute Lokomotive 61306, beide von der North British Locomotive Company erbaut.
Die Lokomotive 61264 wurde ursprünglich unter der Nummer 1264 an die LNER ausgeliefert und zunächst in Harwich stationiert. 1960 wechselte sie nach Nottingham, wo sie auf der Great Central Main Line eingesetzt wurde. 1965 wurde sie ausgemustert und anschließend als stationäre Vorheizanlage verwendet. Als einzige erhaltene LNER-Lokomotive gelangte sie auf den Schrottplatz der Gebrüder Woodham im walisischen Barry – jener Ort, von dem in den 1960er- und 1970er-Jahren über 200 ausgemusterte Dampflokomotiven durch Eisenbahnfans geborgen und restauriert wurden.
1976 verließ die 61264 Barry und wurde zur Museumsbahn Great Central Railway bei Loughborough überführt. Aufgrund ihres schlechten Zustands dauerte ihre betriebsfähige Restaurierung bis 1997. Bereits ab 1998 war sie für den Einsatz auf dem Streckennetz von Railtrack (heute Network Rail) zugelassen. Zwischen 1999 und 2007 war sie in den Sommermonaten als Zuglok des The Jacobite auf der schottischen West Highland Line zwischen Fort William und Mallaig unterwegs. Eine umfassende Untersuchung ab 2008 konnte Ende 2012 abgeschlossen werden. Seit 2013 steht die Lokomotive auf der Museumsbahn North Yorkshire Moors Railway im Einsatz und befindet sich im Besitz des Thompson B1 Locomotive Trust.
Die fast während ihrer gesamten Dienstzeit in Hull eingesetzte 61306 kam nach ihrer Ausmusterung 1967 zum Museum Steamtown Carnforth im nordenglischen Carnforth. Dort erhielt sie die LNER-Nummer 1306, die sie ursprünglich, da direkt an British Railways geliefert, nie getragen hatte, sowie den Namen Mayflower, den bis zu ihrer Ausmusterung die Lokomotive 61379 hatte. 1978 kam sie wie bereits die 61264 zur Great Central Railway nach Loughborough, wo sie bis 1989 eingesetzt wurde. Vorübergehend bei der Museumsbahn Nene Valley Railway in Cambridgeshire untergestellt, wechselte sie mehrfach den Besitzer, bis sie 2014 von dem Geschäftsmann David Buck erworben wurde, der sie wieder betriebsfähig herrichten ließ. Sie ist seitdem auch wieder für Einsätze auf dem Streckennetz von Network Rail zugelassen. Obwohl nie im Besitz der LNER, trägt sie eine Lackierung im typischen LNER-Grün.